# Elephant Butte (Novo México)
Elephant Butte é uma cidade localizada no estado americano de Novo México, no Condado de Sierra.

## Demografia
Segundo o censo americano de 2000, a sua população era de 1390 habitantes.
Em 2006, foi estimada uma população de 1305, um decréscimo de 85 (-6.1%).

## Geografia
De acordo com o United States Census Bureau tem uma área de
7,7 km², dos quais 7,7 km² cobertos por terra e 0,0 km² cobertos por água. Elephant Butte localiza-se a aproximadamente 1371 m acima do nível do mar.

## Localidades na vizinhança
O diagrama seguinte representa as localidades num raio de 60 km ao redor de Elephant Butte.